# Tramwaje w Gmunden

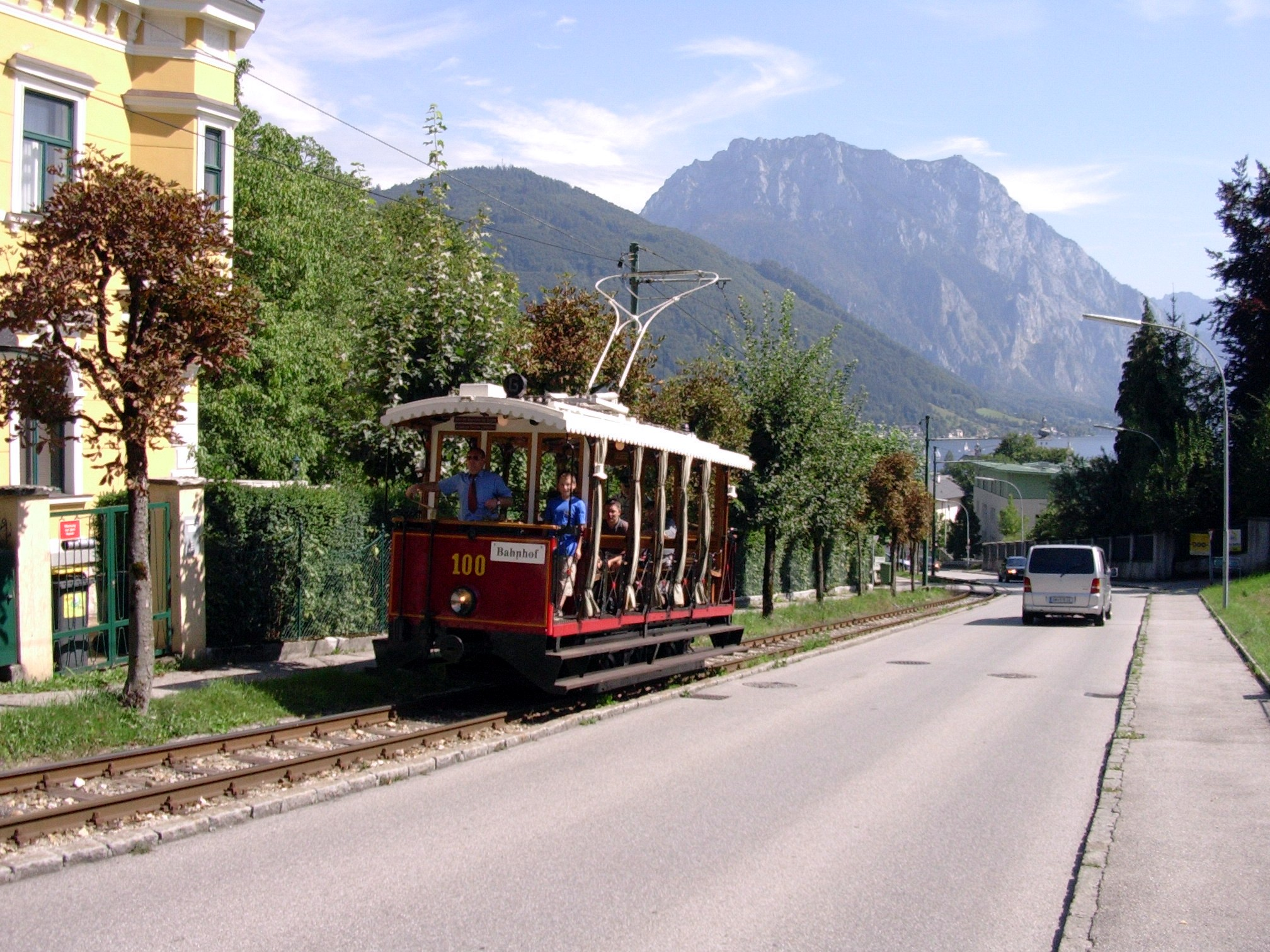
Najstarszy tramwaj w Gmunden nr 100

Plan zajezdni tramwajowej

Tramwaje w Gmunden – system komunikacji tramwajowej w austriackim mieście Gmunden.

## Historia
Tramwaje w Gmunden uruchomiono 13 sierpnia 1894 od razu jako elektryczne o szerokości toru 1000 mm. W czasie obydwóch wojen tramwaje znacząco nie ucierpiały. Linia tramwajowa do 1975 miała długość 2,5 km, a po likwidacji końcowego odcinka od Franz-Josef-Platz do Rathausplatz długość trasy wynosi 2,3 km. Obecnie planowane jest ponowne przedłużenie linii do Rathausplatz i dalej do Seebahnhof. W 1989 powstało stowarzyszenie „Verein Pro Gmundner Straßenbahn” mającej na celu ochronę i rozbudowę linii tramwajowej.

## Linia

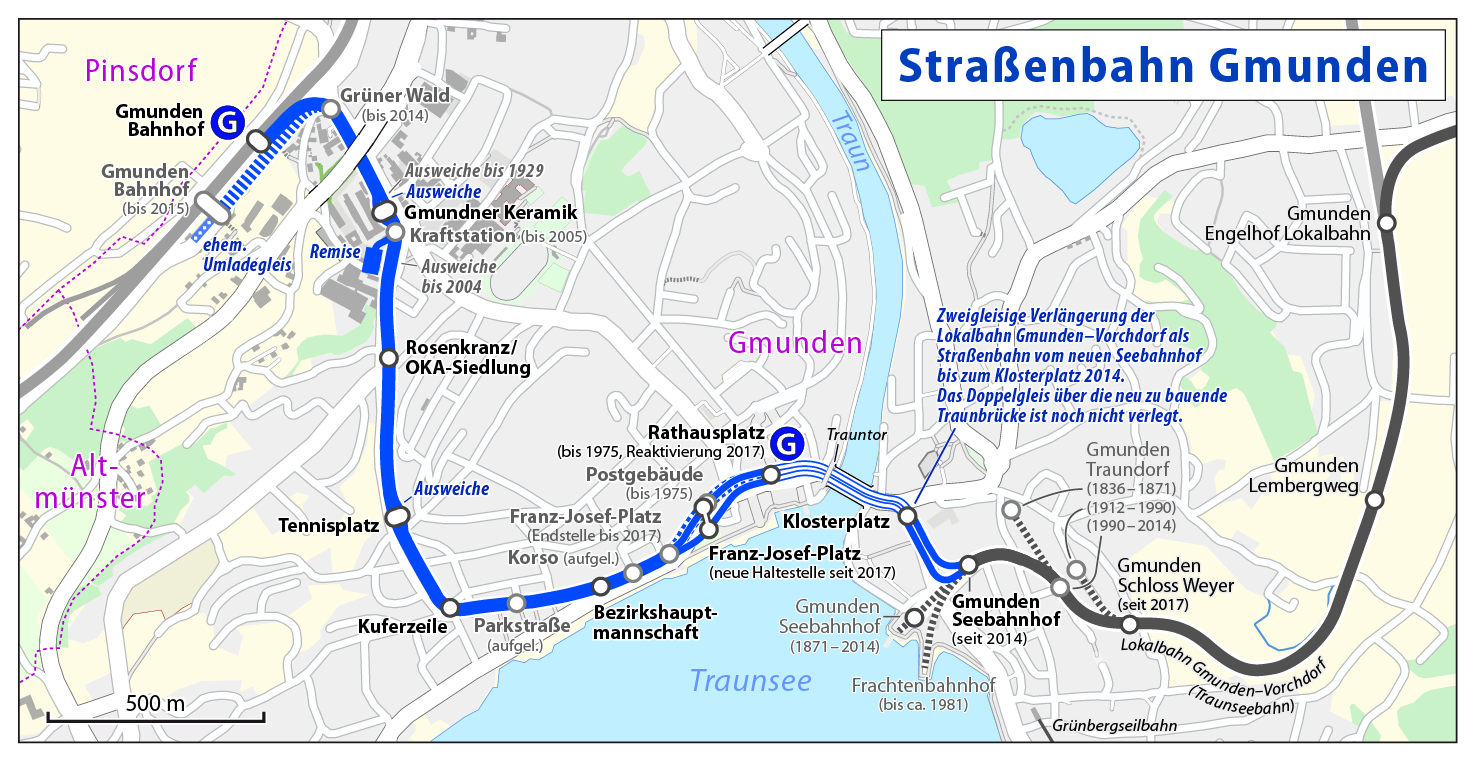

Trasa tramwajowa prowadzi od dworca kolejowego (Hauptbahnhof) do Franz-Josef-Platz o długości 2,315 km. Na trasie jest 8 przystanków:
- Hauptbahnhof–Grüner Wald–Gmundner Keramik–Rosenkranz– Tennisplatz–Kuferzeile–Bezirkshauptmannschaft–Franz-Josef-Platz.

Pomiędzy przystankami Gmundner Keramik a Rosenkranz znajduje się zajezdnia tramwajowa.
Linia jest oznaczona literą G. Jest to jedna z najbardziej stromych linii tramwajowych na świecie.

## Tabor
W Gmunden są eksploatowane trzy wagony liniowe:
- Lohner T4 nr 8 z 1961
- Duewag T4 nr 9 z 1952
- Lohner T4 nr 10 z 1952

Wszystkie wagony T4 są czteroosiowe, dwukierunkowe z drzwiami po jednej stronie. Oprócz wagonów liniowych są jeszcze dwa wagony historyczne:
- Grazer Waggonfabrik nr 100 z 1898
- Grazer Waggonfabrik nr 5 z 1911